# Meteorologiåret 2024

## Händelser

### September
- 4 september – Med + ≥30 °C i Skåne, Sverige uppmäts svenskt värmerekord för september.[1]